# Lepturgantes prolatus
Lepturgantes prolatus là một loài bọ cánh cứng trong họ Cerambycidae.